# دزسواو انتچک
دزسواو انتچک (انگلیسی: Zdzisław Antczak; ۲۰ نوامبر ۱۹۴۷ – ۲۸ فوریهٔ ۲۰۱۹) بازیکن هندبال اهل لهستان بود.